# لينون (نسج)
اللينون هو نوع من النسج يتم فيه نسج خيطي سدى حول خيوط اللحمة لصنع قماش شفاف وقوي.